# Scinax quinquefasciatus
Espèce
Synonymes
- Hyla quinquefasciata Fowler, 1913

Statut de conservation UICN

 LC  : Préoccupation mineure
Scinax quinquefasciatus est une espèce d'amphibiens de la famille des Hylidae.

## Répartition
Cette espèce se rencontre entre 20 et 500 m d'altitude dans l'ouest de l'Équateur et dans les plaines Pacifique du Sud du département de Chocó en Colombie,.
Elle a été introduite sur les îles de Santa Cruz, de San Cristóbal et d'Isabela dans les îles Galápagos.

## Publication originale
- Fowler, 1913 : Amphibians and Reptiles from Ecuador, Venezuela, and Yucatan. Proceedings of the Academy of Natural Sciences of Philadelphia, vol. 65, no 2, p. 153-176 (texte intégral).